# Улица Лётчика Пилютова

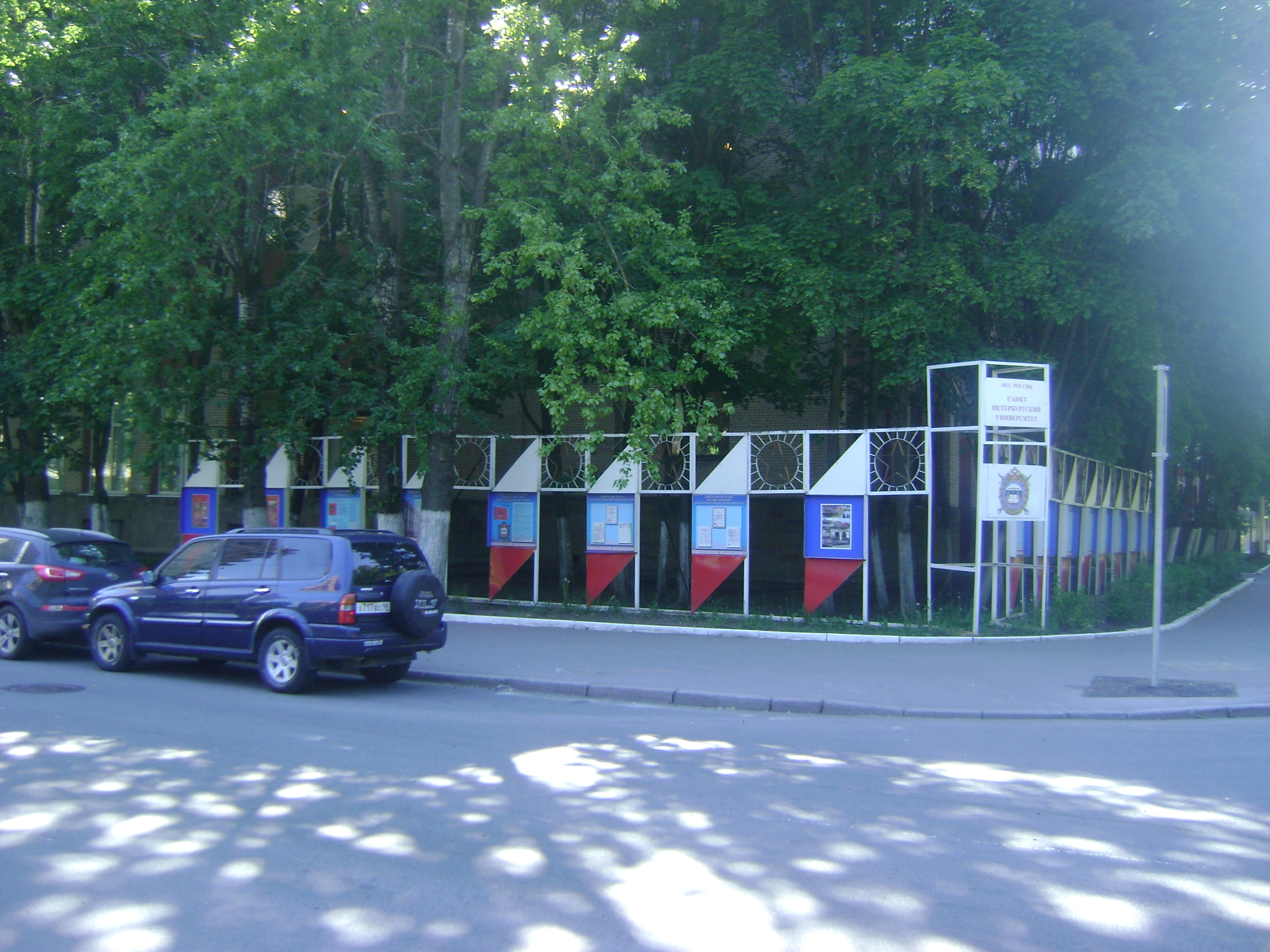
Вид со стороны улицы Чекистов

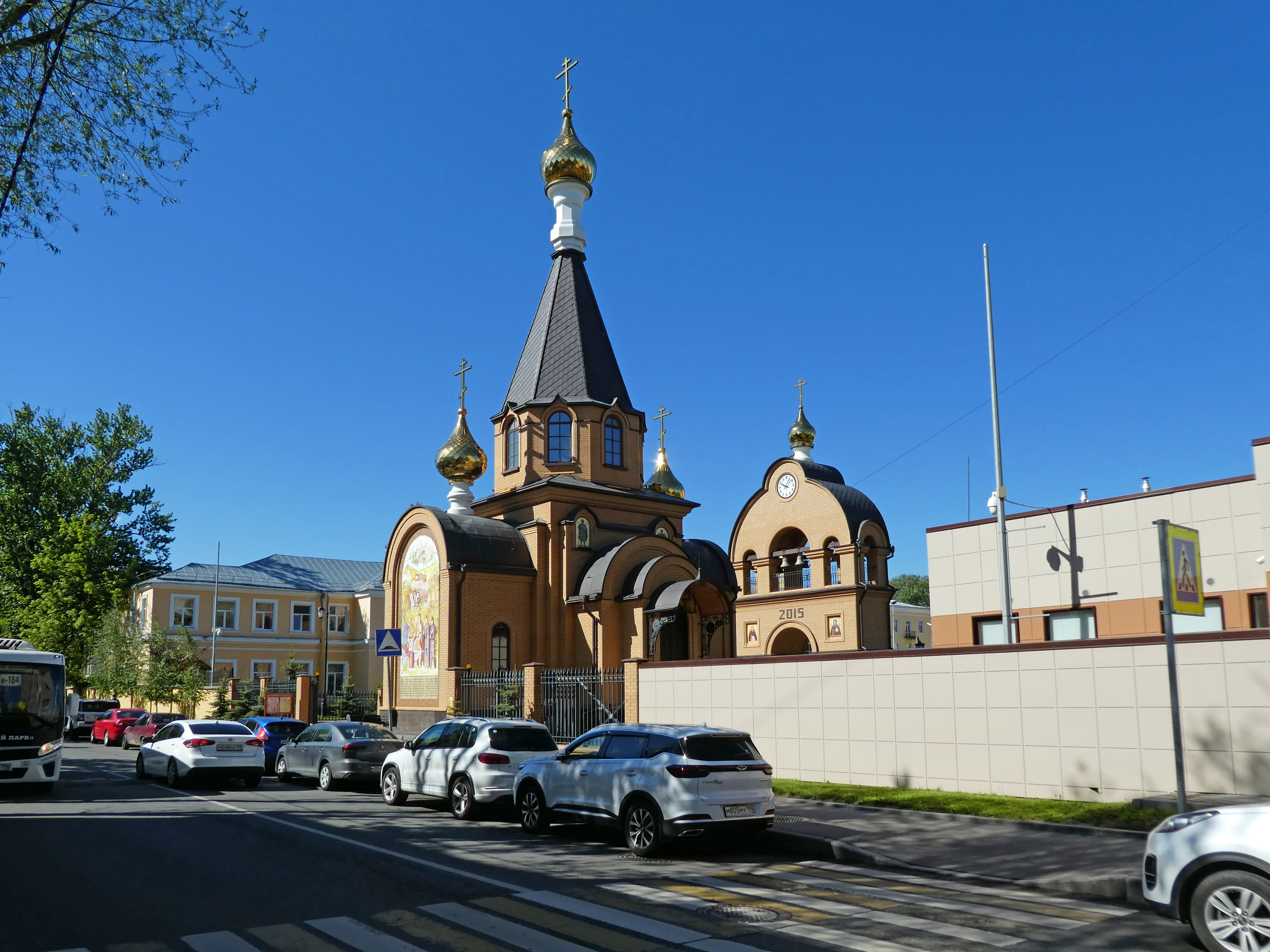
Церковь Дмитрия Донского

Улица Лётчика Пилю́това — улица в Красносельском районе Санкт-Петербурга, в историческом районе Сосновая Поляна. Проходит от улицы Чекистов до проспекта Народного Ополчения и Балтийской ветки железной дороги.

## История
Первоначально, в XVIII веке улица была одной из просек-аллей в южной части дачи Воронцова усадьбы Новознаменки (в ряду со 2-й Комсомольской, улицей Пограничника Гарькавого и другими). В XIX веке большие площади бывшей усадьбы были проданы под дачный поселок Сосновая Поляна.
В самом начале XX века на территории бывшей усадьбы построили психиатрическую больницу. После революции больницу превратили в исправительную колонию. В конце 1930-х годов улица стала приобретать городской облик: появилась регулярная городская застройка. Тогда же, перед войной, улица получила имя 1-я Комсомольская улица.
Кирпичные благоустроенные дома возвели для работников совхоза «Пролетарский Труд», чья усадьба находилась неподалёку. Однако многие дома на улице во время войны были уничтожены или сильно пострадали. В конце 40-х начале 50-х годов XX века в северной части улицы были построены «немецкие» дома по проекту архитектора Оля. В 1947 году здания больницы / колонии были заняты Ленинградским военно-политическим училищем МВД СССР и дошли до нас в виде учебных корпусов.
В 1960—1970-е годы «хрущёвскими» пятиэтажками застроили и южную часть улицы (причем только чётную сторону, поскольку нечётная сторона — парк Сосновая Поляна).
После включения Урицка и Сосновой Поляны в городскую черту в 1963 году 1-я Комсомольская улица была переименована в улицу Лётчика Пилютова, в честь П. А. Пилютова, Героя Советского Союза, лётчика, в Великую Отечественную войну защищавшего ленинградское небо и небо Ладоги.

## Транспорт
- Метро: «Проспект Ветеранов»
- Трамвай: № 52
- Железная дорога: Сосновая Поляна (платформа)
- Троллейбус: № 37, 46 (угол пр. Ветеранов)
- Автобус: № 68, 68А, 163, 242 (угол пр. Ветеранов), 284, 329 (по улице)
- Маршрутка: № угол пр. Ветеранов: 639б; по улице: 635

## Объекты
- парк Новознаменка
- Санкт-Петербургский университет МВД России и Санкт-Петербургский военный институт войск национальной гвардии России (на территории интересны исторические корпуса больницы)
- Церковь Дмитрия Донского
- парк Сосновая Поляна
- Мемориальная доска[1] на школе № 242 в честь 65-летия окончания войны и лётчика Пилютова.

## Пересекает следующие улицы, проспекты и переулки
- улица Чекистов
- Рогачёвский переулок
- Новобелицкая улица
- Добрушская улица
- проспект Ветеранов
- проспект Народного Ополчения